# 비트렐라 브라시카포르마스
비트렐라 브라시카포르미스(학명: Vitrella brassicaformis)는 피하낭상문에 속하는 원생생물의 일종이다. 오스트레일리아 북동부에 위치한 산호초 지대인 그레이트 배리어 리프에서만 제한적으로 발견된다. 가장 가까운 근연종은 크로메라 벨리아이다.